# Prva savezna liga Jugoslavije u nogometu 1963./64.
Prvenstvo Jugoslavije u nogometu za sezonu 1963./64. bilo je trideset i peto po redu najviše nogometno natjecanje u Jugoslaviji, osamnaesto poslijeratno, koje je započelo 18. kolovoza 1963. i završilo 14. lipnja 1964.

Prvak je postao srbijanski klub, Crvena zvezda koja je osvojila svoju sedmu titulu. Pobjedom u Kupu Jugoslavije, Beograđani su osvojili dvostruku krunu.

Najbolji strijelac bio je Asim Ferhatović Hase iz FK Sarajevo s 19 golova.
U ovom prvenstvu dogodila se "afera Planinić" koja će svoje posljedice dati 14 mjeseci kasnije.
Unatoč ispadanju na temelju rezultata, odlučeno je da će FK Vardar smjeti ostati u prvoj jugoslavenskoj ligi sljedeće sezone zbog razornog potresa koji je pogodio Skoplje u srpnju 1963. Razmišljanje jugoslavenskih političara bilo je da bi imati momčad u višoj ligi bilo poticaj za moral stanovnika Skoplja. Sljedeće sezone liga će imati 15 članova.

## Sustav natjecanja
Igralo se u dvije faze. Momčadi su međusobno igrale dvokružni ligaški sustav. Igrala se po jedna utakmica na domaćem i gostujućem terenu.  Prvakom je postala momčad koja je sakupila najviše bodova u skupini za prvaka (pobjeda = 2 boda, neodlučeni ishod = 1 bod, poraz = bez bodova).
Pravila koje su određivala poredak na ljestvici su bila: 1) broj osvojenih bodova, 2) kvocijent golova

## Formiranje lige
U obzir ulazi 12 najbolje plasiranih iz prethodne sezone, plus pobjednici dviju skupina Druge savezne lige 1962./63.
- Iz Prve savezne lige natjecali su se Partizan, Dinamo Zagreb, Željezničar, Velež Mostar, OFK Beograd, Radnički Niš, Crvena zvezda, Novi Sad, Sarajevo, Rijeka, Hajduk Split i Vojvodina
- Iz Druge savezne lige: Trešnjevka (pobjednik zapadne skupine) i Vardar Skoplje (pobjednik istočne skupine)

## Sudionici
| Slovenija | Hrvatska                                            | Bosna i Hercegovina                  | Srbija                 | Srbija                                                  | Srbija  | Crna Gora | Makedonija   |
| Slovenija | Hrvatska                                            | Bosna i Hercegovina                  | Vojvodina              | Središnja Srbija                                        | Kosovo  | Crna Gora | Makedonija   |
| --------- | --------------------------------------------------- | ------------------------------------ | ---------------------- | ------------------------------------------------------- | ------- | --------- | ------------ |
| - nitko   | - Dinamo (Z) - Hajduk (S) - Rijeka - Trešnjevka (Z) | - Sarajevo - Velež (M) - Željezničar | - Novi Sad - Vojvodina | - Crvena zvezda - OFK Beograd - Partizan - Radnički Niš | - nitko | - nitko   | - Vardar (S) |

- FK Crvena zvezda, Beograd
- NK Dinamo, Zagreb
- NK Hajduk, Split
- OFK Beograd, Beograd
- RFK Novi Sad, Novi Sad
- FK Partizan, Beograd
- FK Radnički Niš, Niš
- NK Rijeka, Rijeka
- FK Sarajevo, Sarajevo
- SD Trešnjevka, Zagreb
- FK Vardar, Skoplje
- FK Velež, Mostar
- FK Vojvodina, Novi Sad
- FK Željezničar, Sarajevo

## Afera Planinić
U kolovozu 1965. godine, na početku sezone 1965./66. – četrnaest mjeseci nakon završetka sezone 1963./64. kada su se dogodili navodni prijestupi – vratar FK Željezničar Ranko Planinić oglasio se informacijom o navodnom namještanju utakmica. Ustvrdio je da je njegov klub pred kraj sezone izgubio prvenstvene utakmice protiv splitskog Hajduka i NK Trešnjevke u zamjenu za novčane isplate koje su dvije momčadi kojima prijeti ispadanje odlučile isplatiti kako bi izbjegle ispadanje u Drugu saveznu ligu. Naime, Planinić je tvrdio da je bila namještena utakmica odigrana 31. svibnja 1964. u Splitu - pobjeda Hajduka nad Željezničarom od 4:0, kao i utakmica sljedećeg tjedna 7. lipnja 1964. u Sarajevu u kojoj su Željezničar i gostujuća Trešnjevka izjednačili 3:3. Bio je na golu Željezničara u oba susreta.
Planinić je tu informaciju obznanio u kolovozu 1965. obrativši se novinaru Večernjih novina Aliji Resuloviću koji je Planinićevo svjedočenje uzeo u formi intervjua, a taj je list u to vrijeme objavljivao u nakladi od 100.000 primjeraka. U svojoj knjizi Ona vremena iz 2006. godine, Resulović tvrdi da je kontaktirao predsjednika FK Željezničar Nusreta Mahića neposredno prije slanja teksta u tisak, informirajući ga o Planinićevim navodima, tražeći komentar, pa čak i ponudivši da sjedne na informaciju ako on (Mahić) smatra da je potrebno. Resulović dalje tvrdi da je Mahić odgovorio: "Objavi sve! To je laž i nekakva osveta Planinića što je novčano kažnjen za izgred na treningu!".
Eksplozivno svjedočenje odmah je postao nacionalni skandal koji je postao poznat kao "afera Planinić". Jugoslavenska prva liga bila je opterećena glasinama o raširenom namještanju utakmica u više navrata tijekom proteklog desetljeća, međutim, ovo je bio prvi slučaj da se neki igrač oglasio i potkrijepio te tvrdnje.

### Istraga
Odmah nakon što su Planinićeve optužbe dospjele u tisak, Disciplinski sud FSJ započeo je istragu o dvije utakmice za koje je Planinić tvrdio da su bile namještene. Njegovi su nalazi sažeti u internom memorandumu do kojeg su kasnije došli razni jugoslavenski mediji:

#### NK Hajduk Split i FK Željezničar Sarajevo igrali su u nedjelju 31. svibnja 1964
Nekoliko dana prije utakmice član Uprave NK Hajduk Zdravko Arapović nazvao je Jakova Brdara, upravnika iz Zenice, kako bi ga zamolio da hitno otputuje u Sarajevo i pronađe nekoga iz Uprave FK Željezničar koji je voljan pregovarati oko namještanja utakmica. za nadolazeću ligašku utakmicu između ova dva tima. Brdar je prema zahtjevu otišao u Sarajevo i sastao se s Antom Derviševićem, članom uprave FK Željezničar kojeg je poznavao od ranije. Budući da nije imao ovlasti za donošenje takve odluke, Dervišević je Brdara uputio predsjedniku kluba FK Željezničar Nusretu Mahiću i njih dvojica su se sastali u klupskim uredima gdje je Brdar prenio ponudu Zdravka Arapovića.
Mahić je Arapovićevu ponudu, kako mu je prenio Brdar, glatko odbio zbog nagovještaja prijateljske geste FK Željezničar bez ikakve novčane naknade, reagujući na to riječima: 'Nema para – nema dogovora'. Na poticaj Brdara da navede cifru koju bi očekivao u zamjenu za pobjedu Hajduka, Mahić je odgovorio: 'Dva i pol milijuna, najmanje 2,5 milijuna dinara'. Brdar je potom otišao u Split kako bi Arapovića obavijestio o Mahićevim zahtjevima.
Dan uoči utakmice, odmah po dolasku FK Željezničar u Split, Arapović se sastao sa Ljubomirom Nikolićem, još jednim članom Upravnog odbora FK Željezničar, koji je bio zadužen za organizaciju gostovanja kluba u Splitu. Nikolić je ovom prilikom tražio 4 milijuna dinara za organizaciju utakmice – 2 milijuna u gotovini, a druga 2 milijuna kao novac za oglašavanje biltena/časopisa FK Željezničar koji bi Hajduk izdavao od splitskih tvrtki. Arapović je Nikoliću odgovorio da će mu se javiti sutra na dan utakmice jer se mora s nekim posavjetovati.
Neposredno prije utakmice, dok su dvije momčadi već bile na zagrijavanju na terenu, Arapović je pozvao Nikolića u ured Hajdukovog financijskog direktora gdje je zamolio Nikolića da spusti cijenu. Nakon što se neko vrijeme cjenkao oko iznosa, Nikolić je popustio i dogovorio iznos od 1,5 milijuna dinara kao obeštećenje Željezničara. Tada je Arapović od Hajdukovog financijaša Ante Vidoševića uzeo milijun dinara u gotovini i predao ga Nikoliću. Prema Vidoševićevom svjedočenju, taj je milijun došao iz 'crnog fonda' kluba, dok je preostalih 500.000 dinara nabavio na sam dan utakmice od svojih pomoćnika koji su bili zaduženi za prodaju ulaznica za utakmicu na vratima.
Čim je dobio dogovoreni iznos od 1,5 milijuna dinara, Nikolić je sišao na klupu kako bi obavijestio trenera Željezničara Vlatka Konjevoda da je novac prikupljen. Konjevod je pak izašao na aut liniju i pokretom ruke komunicirao sa svojim igračima Ivicom Osimom i Mišom Smajlovićem, prethodno dogovorenim signalom između njih trojice koji je značio da igrači trebaju početi prepuštati protivniku pobjedu.
Odmah nakon što su primili znak trenera Konjevoda, Osim i Smajlović su počeli namjerno sabotirati igru vlastitog tima, što je postalo vidljivo svim akterima na terenu do te mjere da je izazvalo revolt u ostatku Željezničara, a Rade Matić je čak i fizički nasrnuo na Osima. Tijekom meča zbog očitog nedostatka pokušaja. Hajduk je lagano slavio 4:0.
Danima ranije, prije nego što su igrači i uprava Željezničara krenuli iz Sarajeva na gostujući prvenstveni susret protiv Hajduka, predsjednik kluba Nusret Mahić uputio je člana Uprave kluba Ljubomira Nikolića kako će po dolasku u Split krenuti u namještanje utakmice i koliko novca tražiti za. Mahić je također rekao Nikoliću da ga nazove telefonom kada posao bude obavljen, što je Nikolić i učinio. Svjedočenjem Zdravka Arapovića dodatno je utvrđeno da je postupao po nalogu predsjednika Hajdukovog kluba Josipa Košte i ostatka Uprave kluba. Arapović je dalje posvjedočio da je namještanje dogovarao i s trenerima dvaju klubova – Željezničara Konjevoda i Hajduka Milovanom Ćirićem – pri čemu su i jedni i drugi bili upoznati s iznosom koji je isplaćen.
Također valja istaknuti da su članovi uprave Hajduka Ivo Mimica, Frane Marković, Ante Vidošević i Željko Vladović bili prisutni kada je predsjednik Hajdukovog kluba Josip Košto naložio Arapoviću da Nikoliću isplati 1,5 milijuna dinara. Nadalje, član Uprave Željezničara Edhem Tufo je od samog početka posla bio upoznat sa svim detaljima namještanja, pa je čak vidio i gotovinu koju mu je Nikolić pokazao po prijemu.
Uzimanje novca kako bi se utakmica prekinula izazvalo je trvenja i antagonizam u ekipi Željezničara, a neki igrači su zahtijevali smanjenje od uprave kluba tijekom povratka u Sarajevo. Zbog općeg revolta u momčadi, predsjednik kluba Mahić dan nakon utakmice sazvao je sastanak u Sarajevu, pokušavajući objasniti svojim igračima zašto je utakmica prekinuta. Govorio je o "velikom doprinosu Hajduka", kao io "Hajdukovim ustupcima Željezničaru prije nekoliko godina". Koliki je revolt među igračima ogledaju se u Osimovim riječima predsjedniku kluba Mahiću: 'Možete puno toga tražiti od nas igrača, ali ovo što se dogodilo u Splitu – nikad više'.

### Kazna
U petak, 27. kolovoza 1965., nakon petnaestosatnog istražnog postupka, Disciplinski sud FSJ pod predsjedanjem Svetozara Savića izrekao je sljedeće kazne:
- Članovi Uprave FK Željezničar, uključujući i predsjednika kluba Nusreta Mahića, dobili su doživotne zabrane obavljanja bilo kakvih službenih funkcija vezanih za nogomet.
- Tadašnji trener FK Željezničar Vlatko Konjevod dobio je doživotnu zabranu bavljenja nogometom.
- Nogometaši FK Željezničar Ivica Osim i Drago Smajlović dobili su po godinu dana zabrane bavljenja nogometom.
- Članovi Uprave NK Hajduk Split, među kojima je i predsjednik kluba Josip Košto, dobili su doživotne zabrane obnašanja bilo kakvih dužnosničkih funkcija vezanih uz nogomet.
- Tadašnji glavni trener NK Hajduk Split Milovan Ćirić dobio je doživotnu zabranu bavljenja nogometom.
- Dvojica članova uprave SD Trešnjevka dobili su doživotnu zabranu obnašanja bilo kakvih dužnosničkih funkcija vezanih uz nogomet.
- Protiv predsjednika kluba SD Trešnjevka Ivana Bačuna i tehničkog direktora Marjana Matančića pokrenuti su disciplinski postupci.
- Glavni tajnik NK Dinamo Zagreb Oto Hofman dobio je doživotnu zabranu igranja u nogometu jer je bio posrednik Željezničara i Trešnjevke.

Predsjednik disciplinskog tijela Svetozar Savić također je objavio da je istragom utvrđeno da je Željezničaru za te utakmice splitski Hajduk platio 1,5 milijuna dinara, a Trešnjevka četiri milijuna dinara. Dio novca koji je Trešnjevka isplaćivala dobivao je od Zagrebačkog velesajma na kojem su bili zaposleni neki od članova uprave Trešnjevke. Kao referentna točka, cijena dnevnih novina u to vrijeme bila je 40 dinara.

### Žalbe
U petak, 9. rujna 1965. žalbena komisija Saveza Jugoslavije objavila je svoje odluke. Glavna kazna za tri kluba smanjena je na oduzimanje bodova. Željezničar, Hajduk i Trešnjevka osvojili su 6, 5, odnosno 5 bodova.

Sve pojedinačne kazne za igrače i članove uprave kluba su potvrđene.

## Ljestvica
| mj.     | klub              | ut. | pob. | ner. | por. | gol+ | gol- | kvoc  | bod |
| ------- | ----------------- | --- | ---- | ---- | ---- | ---- | ---- | ----- | --- |
| 1.      | Crvena zvezda     | 26  | 14   | 8    | 4    | 45   | 22   | 2,045 | 36  |
| 2.      | OFK Beograd       | 26  | 11   | 11   | 4    | 49   | 32   | 1,531 | 33  |
| 3.      | Dinamo Zagreb     | 26  | 12   | 9    | 5    | 40   | 29   | 1,379 | 33  |
| 4.      | Sarajevo          | 26  | 11   | 7    | 8    | 47   | 37   | 1,270 | 29  |
| 5.      | Partizan          | 26  | 9    | 8    | 9    | 34   | 26   | 1,307 | 26  |
| 6.      | Željezničar       | 26  | 8    | 10   | 8    | 37   | 43   | 0,860 | 26  |
| 7.      | Vojvodina         | 26  | 9    | 6    | 11   | 34   | 31   | 1,096 | 24  |
| 8.      | Radnički Niš      | 26  | 10   | 4    | 12   | 33   | 34   | 0,970 | 24  |
| 9.      | Rijeka            | 26  | 7    | 10   | 9    | 37   | 42   | 0,880 | 24  |
| 10.     | Hajduk Split      | 26  | 9    | 5    | 12   | 44   | 44   | 1,000 | 23  |
| 11.     | Trešnjevka Zagreb | 26  | 9    | 5    | 12   | 34   | 54   | 0,629 | 23  |
| 12.     | Velež Mostar      | 26  | 5    | 12   | 9    | 30   | 41   | 0,731 | 22  |
| 13.     | Novi Sad          | 26  | 7    | 7    | 12   | 30   | 52   | 0,576 | 21  |
| 14.     | Vardar Skoplje    | 26  | 6    | 8    | 12   | 28   | 35   | 0,800 | 20  |
|         |                   |     |      |      |      |      |      |       |     |
| Izvori: |                   |     |      |      |      |      |      |       |     |

|  | Crvena zvezda je prvak Jugoslavije i plasirala se u Kup prvaka 1964./65.                             |
|  | OFK Beograd, Vojvodina i Zagreb pozvani su na Kup velesajamskih gradova 1964./65.                    |
|  | Dinamo Zagreb finalist je Kupa Jugoslavije i plasirao se na Europski kup pobjednika kupova 1964./65. |
|  | Novi Sad ispao je u Drugu saveznu ligu Vardar Skoplju dopušten je ostanak u Prvoj saveznoj ligi      |

## Rezultati
| 1963./64. | 1963./64.      | C.Z. | OFK | DIN | SAR | PAR | ŽEL | VOJ | RAD | RIJ | HAJ | TRE | VEL | N.S | VAR |
| 1.        | Crvena zevzda  |      | 1:1 | 3:0 | 2:0 | 1:0 | 3:1 | 2:1 | 2:1 | 2:1 | 1:1 | 0:0 | 2:0 | 6:1 | 3:1 |
| 2.        | OFK Beograd    | 0:0  |     | 3:1 | 2:2 | 1:1 | 0:1 | 3:0 | 3:1 | 2:2 | 6:3 | 2:1 | 1:1 | 6:2 | 2:1 |
| 3.        | Dinamo Zagreb  | 0:0  | 3:1 |     | 3:2 | 1:0 | 3:3 | 1:0 | 0:2 | 1:0 | 3:0 | 4:2 | 1:1 | 1:0 | 0:0 |
| 4.        | Sarajevo       | 2:3  | 0:0 | 2:1 |     | 3:0 | 4:1 | 1:1 | 2:1 | 5:2 | 2:0 | 3:0 | 4:1 | 3:0 | 2:1 |
| 5.        | Partizan       | 0:2  | 0:2 | 1:1 | 0:0 |     | 1:2 | 3:1 | 3:0 | 0:1 | 3:0 | 7:0 | 0:0 | 1:0 | 2:2 |
| 6.        | Željezničar    | 3:2  | 1:0 | 1:1 | 1:1 | 0:0 |     | 0:1 | 1:1 | 2:2 | 3:2 | 3:3 | 3:1 | 2:3 | 1:1 |
| 7.        | Vojvodina      | 0:0  | 0:2 | 0:2 | 4:1 | 0:3 | 2:1 |     | 2:0 | 4:0 | 4:0 | 5:1 | 0:0 | 1:2 | 2:1 |
| 8.        | Radnički Niš   | 0:3  | 1:0 | 2:0 | 4:0 | 4:1 | 0:0 | 0:1 |     | 0:1 | 4:2 | 3:3 | 1:1 | 3:1 | 1:0 |
| 9.        | Rijeka         | 1:0  | 2:2 | 0:3 | 2:4 | 2:4 | 1:1 | 2:1 | 1:2 |     | 1:1 | 3:0 | 4:2 | 6:0 | 1:1 |
| 10.       | Hajduk Split   | 3:2  | 2:3 | 1:1 | 1:1 | 0:0 | 4:0 | 1:0 | 0:1 | 3:0 |     | 6:2 | 4:0 | 2:1 | 0:1 |
| 11.       | Trešnjevka     | 2:3  | 2:3 | 0:2 | 2:1 | 0:0 | 0:2 | 1:0 | 1:0 | 1:1 | 3:2 |     | 2:1 | 2:0 | 1:0 |
| 12.       | Velež Mostar   | 0:0  | 0:0 | 3:3 | 2:1 | 1:2 | 2:3 | 2:2 | 3:1 | 1:1 | 1:0 | 1:0 |     | 0:0 | 3:0 |
| 13.       | Novi Sad       | 2:2  | 3:3 | 1:3 | 1:1 | 2:1 | 2:0 | 0:0 | 2:0 | 0:0 | 0:4 | 0:2 | 2:2 |     | 2:1 |
| 14.       | Vardar Skoplje | 1:0  | 1:1 | 1:1 | 2:0 | 0:1 | 3:1 | 2:2 | 1:0 | 0:0 | 1:2 | 2:3 | 4:1 | 0:3 |     |

| 1. kolo 18. 8. 1963. Crvena zvezda – Hajduk 1:1 (1:1) Novi Sad – Vojvodina 0:0 Trešnjevka – Rijeka 1:1 (1:0) Velež – Partizan 1:2 (1:1) Radnički (N) – Željezničar 0:0 Sarajevo – OFK Beograd 0:0 Vardar – Dinamo 1:1 (1:1) 2. kolo 21. 8. 1963. Partizan – Vardar 2:2 (1:0) 25. 8. 1963. Hajduk – Radnički (N) 0:1 (0:0) Trešnjevka – Crvena zvezda 2:3 (0:1) OFK Beograd – Velež 1:1 (0:0) Vojvodina – Sarajevo 4:1 (2:0) Željezničar – Novi Sad 2:3 (1:1) Rijeka – Dinamo 0:3 (0:2) 3. kolo 1. 9. 1963. Dinamo – Partizan 1:0 (0:0) Novi Sad – Hajduk 0:4 (0:3) Crvena zvezda – Rijeka 2:1 (0:0) Vardar – OFK Beograd 1:1 (1:1) Sarajevo – Željezničar 4:1 (0:0) Velež – Vojvodina 2:2 (0:1) Radnički (N) – Trešnjevka 3:3 (2:1) 4. kolo 7. 9. 1963. Crvena zvezda – Radnički (N) 2:1 (1:1) 8. 9. 1963. OFK Beograd – Dinamo 3:1 (2:0) Rijeka – Partizan 2:4 (2:0) Trešnjevka – Novi Sad 2:0 (0:0) Vojvodina – Vardar 2:1 (0:1) Hajduk – Sarajevo 1:1 (1:0) Željezničar – Velež 3:1 (0:0) 5. kolo 22. 9. 1963. Partizan – OFK Beograd 0:2 (0:1) Novi Sad – Crvena zvezda 2:2 (0:1) Radnički (N) – Rijeka 0:1 (0:1) Velež – Hajduk 1:0 (0:0) Sarajevo – Trešnjevka 3:0 (1:0) Vardar – Željezničar 3:1 (1:1) Dinamo – Vojvodina 1:0 (1:0) 6. kolo 29. 9. 1963. Vojvodina – Partizan 0:3 (0:2) Crvena zvezda – Sarajevo 2:0 (2:0) Rijeka – OFK Beograd 2:2 (1:1) Trešnjevka – Velež 2:1 (0:0) Hajduk – Vardar 0:1 (0:1) Radnički (N) – Novi Sad 3:1 (2:1) Željezničar – Dinamo 1:1 (1:1) 7. kolo 12. 10. 1963. OFK Beograd – Vojvodina 3:0 (parforfe) 13. 10. 1963. Partizan – Željezničar 1:2 (1:0) Velež – Crvena zvezda 0:0 Dinamo – Hajduk 3:0 (2:0) Sarajevo – Radnički (N) 2:1 (1:0) Vardar – Trešnjevka 2:3 (2:1) Novi Sad – Rijeka 0:0 8. kolo 20. 10. 1963. Crvena zvezda – Vardar 3:1 (2:1) Željezničar – OFK Beograd 1:0 (1:0) Rijeka – Vojvodina 2:1 (1:0) Hajduk – Partizan 0:0 Radnički (N) – Velež 1:1 (0:1) Trešnjevka – Dinamo 0:2 (0:1) Novi Sad – Sarajevo 1:1 (1:1) 9. kolo 9. 11. 1963. OFK Beograd – Hajduk 6:3 (1:2) 10. 11. 1963. Dinamo – Crvena zvezda 0:0 Vardar – Radnički (N) 1:0 (0:0) Velež – Novi Sad 0:0 Sarajevo – Rijeka 5:2 (4:1) Partizan – Trešnjevka 7:0 (3:0) Vojvodina – Željezničar 2:1 (0:0) 10. kolo 17. 11. 1963. Crvena zvezda – Partizan 1:0 (1:0) Radnički (N) – Dinamo 2:0 (0:0) Trešnjevka – OFK Beograd 2:3 (1:1) Sarajevo – Velež 4:1 (2:1) Novi Sad – Vardar 2:1 (1:0) Rijeka – Željezničar 1:1 (1:0) Hajduk – Vojvodina 1:0 (0:0) 11. kolo 24. 11. 1963. OFK Beograd – Crvena zvezda 0:0 Vojvodina – Trešnjevka 5:1 (1:1) Velež – Rijeka 1:1 (1:1) Partizan – Radnički (N) 3:0 (1:0) Dinamo – Novi Sad 1:0 (1:0) Željezničar – Hajduk 3:2 (2:0) Vardar – Sarajevo 2:0 (2:0) 12. kolo 1. 12. 1963. Crvena zvezda – Vojvodina 2:1 (1:0) Novi Sad – Partizan 2:1 (1:1) Trešnjevka – Željezničar 0:2 (0:0) Radnički (N) – OFK Beograd 1:0 (1:0) Sarajevo – Dinamo 2:1 (1:1) Rijeka – Hajduk 1:1 (0:0) Velež – Vardar 3:0 (2:0) 13. kolo 7. 12. 1963. OFK Beograd – Novi Sad 6:2 (3:0) 8. 12. 1963. Željezničar – Crvena zvezda 3:2 (1:0) Vardar – Rijeka 0:0 Partizan – Sarajevo 0:0 Dinamo – Velež 1:1 (0:0) Vojvodina – Radnički (N) 2:0 (0:0) Hajduk – Trešnjevka 6:2 (2:0) | 14. kolo 29. 2. 1964. OFK Beograd – Sarajevo 2:2 (1:0) 1. 3. 1964. Hajduk – Crvena zvezda 3:2 (0:1) Partizan – Velež 0:0 Vojvodina – Novi Sad 1:2 (0:1) Željezničar – Radnički (N) 1:1 (1:1) Rijeka – Trešnjevka 3:0 (1:0) Dinamo – Vardar 0:0 15. kolo 8. 3. 1964. Crvena zvezda – Trešnjevka 0:0 Radnički (N) – Hajduk 4:2 (1:0) Sarajevo – Vojvodina 1:1 (0:0) Vardar – Partizan 0:1 (0:0) Velež – OFK Beograd 0:0 Dinamo – Rijeka 1:0 (0:0) Novi Sad – Željezničar 2:0 (0:0) 16. kolo 14. 3. 1964. OFK Beograd – Vardar 2:1 (2:0) 15. 3. 1964. Rijeka – Crvena zvezda 1:0 (0:0) Partizan – Dinamo 1:1 (0:1) Željezničar – Sarajevo 1:1 (1:1) Vojvodina – Velež 0:0 Trešnjevka – Radnički (N) 1:0 (0:0) Hajduk – Novi Sad 2:1 (0:0) 17. kolo 22. 3. 1964. Partizan – Rijeka 0:1 (0:0) Dinamo – OFK Beograd 3:1 (2:1) Vardar – Vojvodina 2:2 (1:1) Velež – Željezničar 2:3 (2:2) Sarajevo – Hajduk 2:0 (2:0) Novi Sad – Trešnjevka 0:2 (0:1) Radnički (N) – Crvena zvezda 0:3 (0:1) 18. kolo 28. 3. 1964. Crvena zvezda – Novi Sad 6:1 (3:1) Rijeka – Radnički (N) 1:2 (0:0) Trešnjevka – Sarajevo 2:1 (2:1) Hajduk – Velež 4:0 (0:0) Željezničar – Vardar 1:1 (1:1) Vojvodina – Dinamo 0:2 (0:1) OFK Beograd – Partizan 1:1 (0:1) 19. kolo 4. 4. 1964. Partizan – Vojvodina 3:1 (1:1) 5. 4. 1964. OFK Beograd – Rijeka 2:2 (0:1) Dinamo – Željezničar 3:3 (1:0) Vardar – Hajduk 1:2 (1:1) Velež – Trešnjevka 1:0 (1:0) Sarajevo – Crvena zvezda 2:3 (1:1) Novi Sad – Radnički (N) 2:0 (1:0) 20. kolo 12. 4. 1964. Rijeka – Novi Sad 6:0 (2:0) Radnički (N) – Sarajevo 4:0 (2:0) Crvena zvezda – Velež 2:0 (0:0) Trešnjevka – Vardar 1:0 (0:0) Hajduk – Dinamo 1:1 (0:0) Željezničar – Partizan 0:0 Vojvodina – OFK Beograd 0:2 (0:0) 21. kolo 18. 4. 1964. Partizan – Hajduk 3:0 (1:0) 19. 4. 1964. Vojvodina – Rijeka 4:0 (0:0) OFK Beograd – Željezničar 0:1 (0:1) Dinamo – Trešnjevka 4:2 (3:1) Vardar – Crvena zvezda 1:0 (0:0) Velež – Radnički (N) 3:1 (1:1) Sarajevo – Novi Sad 3:0 (1:0) 22. kolo 26. 4. 1964. Crvena zvezda – Dinamo 3:0 (1:0) Rijeka – Sarajevo 2:4 (2:0) Radnički (N) – Vardar 1:0 (0:0) Trešnjevka – Partizan 0:0 Hajduk – OFK Beograd 2:3 (0:1) Željezničar – Vojvodina 0:1 (0:0) Novi Sad – Velež 2:2 (0:0) 23. kolo 2. 5. 1964. OFK Beograd – Trešnjevka 2:1 (1:1) 3. 5. 1964. Partizan – Crvena zvezda 0:2 (0:2) Željezničar – Rijeka 2:2 (1:1) Vojvodina – Hajduk 4:0 (2:0) Dinamo – Radnički (N) 0:2 (0:1) Vardar – Novi Sad 0:3 (0:1) Velež – Sarajevo 2:1 (1:0) 24. kolo 31. 5. 1964. Crvena zvezda – OFK Beograd 1:1 (1:1) Hajduk – Željezničar 4:0 (1:0) Rijeka – Velež 4:2 (1:1) Novi Sad – Dinamo 1:3 (0:2) Sarajevo – Vardar 2:1 (1:1) Trešnjevka – Vojvodina 1:0 (1:0) Radnički (N) – Partizan 4:1 (2:0) 25. kolo 6. 6. 1964. Partizan – Novi Sad 1:0 (0:0) 7. 6. 1964. Željezničar – Trešnjevka 3:3 (1:2) Hajduk – Rijeka 3:0 (2:0) OFK Beograd – Radnički (N) 3:1 (1:1) Vardar – Velež 4:1 (2:1) Vojvodina – Crvena zvezda 0:0 Dinamo – Sarajevo 3:2 (3:1) 26. kolo 14. 6. 1964. Sarajevo – Partizan 3:0 (0:0) Novi Sad – OFK Beograd 3:3 (2:0) Crvena zvezda – Željezničar 3:1 (0:0) Trešnjevka – Hajduk 3:2 (2:0) Radnički (N) – Vojvodina 0:1 (0:0) Rijeka – Vardar 1:1 (0:1) Velež – Dinamo 3:3 (3:2) |

## Prvaci
Crvena zvezda
treneri: Rajko Mitić i Milorad Pavić
Popis igrača s brojem odigranih ligaških utakmica i brojem postignutih ligaških pogodaka:
Borivoje Kostić (25/14)
Milan Čop (24/0)
Vladimir Popović (24/0)
Zoran Prljinčević (23/15)
Dragan Džajić (23/4)
Vojislav Melić (23/0)
Mirko Stojanović (22/0) (vratar)
Vladimir Durković (20/0)
Slobodan Škrbić (19/0)
Dušan Maravić (15/2)
Novak Tomić (13/0)
Velibor Vasović (13/0)
Tomislav Milićević (11/0)
Nikola Stipić (10/2)
Dragoslav Šekularac (6/1)
Petar Ćosić (4/0) (vratar)
Dragan Popović (4/1)
Blagoje Mitić (4/0)
Živorad Jevtić (4/0)
Sreten Đurica (4/0)
Dragan Stojanović (3/1)
Selimir Milošević (2/1)
Luka Malešev (1/0)
Ljubomir Milić (1/0)
Slobodan Mitić (1/0)
Izvori:

## Statistika

### Ljestvica strijelaca
| Pl. | Ime                | Klub          | Pogodaka |
| --- | ------------------ | ------------- | -------- |
| 1.  | Asim Ferhatović    | Sarajevo      | 19       |
| 2.  | Vladimir Kovačević | Partizan      | 16       |
| 2.  | Josip Skoblar      | OFK Beograd   | 16       |
| 4.  | Zoran Prljinčević  | Crvena zvezda | 15       |
| 5.  | Andrija Anković    | Hajduk Split  | 14       |
| 5.  | Ivan Hlevnjak      | Hajduk Split  | 14       |
| 5.  | Borivoje Kostić    | Crvena zvezda | 14       |
| 5.  | Stevan Ostojić     | Radnički Niš  | 14       |
| 5.  | Drago Smajlović    | Željezničar   | 14       |
| 5.  | Slaven Zambata     | Dinamo Zagreb | 14       |

### Broj gledatelja i golova
| Jesenji dio                                                                     | Jesenji dio | Jesenji dio |  | Proljetni dio | Proljetni dio | Proljetni dio |
| Kolo                                                                            | Golova      | Gledatelja  |  | Kolo          | Golova        | Gledatelja    |
| ------------------------------------------------------------------------------- | ----------- | ----------- |  | ------------- | ------------- | ------------- |
| I.                                                                              | 9           | 108.000     |  | XIV.          | 17            | 81.000        |
| II.                                                                             | 25          | 86.500      |  | XV.           | 12            | 89.000        |
| III.                                                                            | 25          | 170.000     |  | XVI.          | 12            | 65.000        |
| IV.                                                                             | 24          | 98.000      |  | XVII.         | 21            | 99.000        |
| V.                                                                              | 16          | 118.000     |  | XVIII.        | 23            | 107.000       |
| VI.                                                                             | 19          | 117.000     |  | XIX.          | 25            | 101.000       |
| VII.                                                                            | 17          | 92.000      |  | XX.           | 17            | 109.000       |
| VIII.                                                                           | 14          | 104.000     |  | XXI.          | 22            | 104.000       |
| IX.                                                                             | 27          | 86.500      |  | XXII.         | 20            | 80.500        |
| X.                                                                              | 19          | 116.500     |  | XXIII.        | 21            | 102.000       |
| XI.                                                                             | 19          | 143.000     |  | XXIV.         | 25            | 99.000        |
| XII.                                                                            | 17          | 69.000      |  | XXV.          | 24            | 59.000        |
| XIII.                                                                           | 25          | 71.000      |  | XXVI.         | 27            | 61.000        |
| Ukupno: 522 golova (2,87 po utakmici) 2.536.000 gledatelja (13.934 po utakmici) |             |             |  |               |               |               |
| Izvori:                                                                         |             |             |  |               |               |               |

## Poveznice
- Druga savezna liga 1963./64.
- Treći rang prvenstva Jugoslavije 1963./64.
- Kup maršala Tita 1963./64.

## Vanjske poveznice
- historical-lineups.com: Godisnjak 1963-64
- historical-lineups.com: Statistika 1963-1965
- Eu-football.info